# Brașovia Brașov
Club Sportiv Brașovia Brașov a fost o echipă de fotbal românesc fondată în 1914, multiplă campioană regională, care a ratat 4 baraje de promovare în Divizia A și a jucat în sezoanele de Divizia A 1932-1933 și Divizia A 1933-1934. Se desființează în 1937, lăsând locul de Divizia C echipei Uzinele “Astra” Brașov.

## Istoric
În anul 1914 ia ființă Brașovia Brașov sub numele de Clubul Sportiv Brașovia Brașov. În 1922  i s-a alăturat echipa CS Vânători de Munte.